# Marciano Dzul Caamal
Marciano Dzul Caamal (Tulum, Quintana Roo; 22 de mayo de 1968-San Pedro Garza García, Nuevo León; 4 de marzo de 2023) fue el presidente municipal de Tulum. Es conocido por ser el primer alcalde del municipio en 2009.

## Reseña biográfica
Marciano Dzul Caamal nació y creció en Tulum, Quintana Roo, México. Fue su presidente municipal desde 2021 hasta su fallecimiento en 2023, por la coalición Juntos Haremos Historia Quintana Roo conformada por los partidos MORENA, Partido Verde y el Partido del Trabajo con un total de 11 125 votos.
Aunque apenas terminó la primaria, Dzul Caamal se ha dedicado a la vida política del municipio y antes de ser presidente municipal fue también director de la Comisión para el desarrollo de la Etnia Maya y Comunidades Indígenas del Estado etnia maya. También fue regidor de la localidad cuando Tulum aún pertenecía al Municipio de Solidaridad.
Falleció en la madrugada del sábado 4 de marzo de 2023, en la ciudad de San Pedro Garza García, en donde recibía tratamiento médico.